# Brachioteuthis linkovskyi
Brachioteuthis linkovskyi е вид главоного от семейство Brachioteuthidae.

## Разпространение
Този вид е разпространен в Уругвай.